# Lora Lee Gayer
Lorraine Lee Gayer, detta Lora (New York, 27 aprile 1988), è un'attrice statunitense, nota soprattutto come interprete di musical a Broadway.

## Biografia
Lora Lee Gayer è nata a New York, figlia di Cynthia Dray e Thomas Gayer. Cresciuta a Naples, la Gayer ha studiato canto e recitazione all'Università Carnegie Mellon, laureandosi nel 2010. Nel 2011 ha fatto il suo debutto a Broadway nel musical Follies, in cui interpretava la protagonista Sally Durant da giovane in un cast di alto profilo che annoverava Bernadette Peters, Jan Maxwell, Rosalind Elias, Elaine Paige e Danny Burstein.
Dopo aver recitato in Follies anche al Kennedy Center e Los Angeles, ha recitato in diversi allestimenti regionali, apparendo in due diversi allestimenti di A Funny Thing Happenes on the Way to the Forum e Damn Yankees. Nel 2015 è tornata a Broadway per interpretare la principessa Vicki in un adattamento teatrale de Il dottor Zivago con Ramin Karimloo e Tam Mutu. Nel 2016 ha recitato nuovamente a Broadway nbel musical Holiday Inn con Corbin Bleu e Bryce Pinkham nel ruolo della protagonista Linda Mason. Successivamente ha continuato a recitare a teatro in ruoli principali, tra cui quello dell'omonima protagonista in una riduzione teatrale del romanzo di Jane Austen Emma in scena a Chicago nel 2020.

## Filmografia parziale

### Cinema
- The Post, regia di Steven Spielberg (2017)

### Televisione
- The Tick - serie TV, 1 episodio (2018)
- House of Cards - Gli intrighi del potere - serie TV, 2 episodi (2018)
- Law & Order - Unità vittime speciali - serie TV, 1 episodio (2018)